# Iskandar Qutbiddinov
Iskandar Qutbiddinov (en uzbeko:Iskandar Alisherovich Qutbiddinov; en ruso:Искандар Алишер угли Кутбиддинов; Andijon, 22 de mayo de 1995) es un abogado y político uzbeko Trabaja como Viceministro de Ecología, Protección Ambiental y Cambio Climático de la República de Uzbekistán.

## Biografía
Iskandar Alisherovich Qutbiddinov nació el 22 de mayo de 1995 en la ciudad de Andiján. Se graduó en la Universidad Estatal de Derecho de Tashkent en 2017 y en la Universidad Estatal de Economía de Tashkent en 2023.
Viceministro de Ecología, Protección Ambiental y Cambio Climático de la República de Uzbekistán. Consejero Estatal de Justicia Nivel 3.
En 2017-2018, comenzó su carrera en el Ministerio de Justicia de la República de Uzbekistán como consultor senior y líder.
El Gabinete de Ministros de la República de Uzbekistán encabeza el período 2018-2021 especialista y especialista jefe;
Inspector principal de la Administración del Presidente de la República de Uzbekistán en 2021-2024;
Desde el 2 de abril de 2024 se desempeña como Viceministro de Ecología, Protección Ambiental y Cambio Climático de la República de Uzbekistán.